# O Livro Negro do Colonialismo
O Livro Negro do Colonialismo, é um livro originalmente publicado na França, em 2003. A publicação em português foi lançada no Rio de Janeiro, no ano de 2004, é de autoria de Marc Ferro, conhecido por suas pesquisas pioneiras em relação ao cinema como fonte documental da análise histórica.
A obra coletiva reúne cerca de vinte especialistas, entre historiadores, antropólogos, sociólogos, etnólogos, demógrafos, especialistas em direito público, para analisar o colonialismo e os crimes cometidos durante mais de cinco séculos de exploração em nome de uma suposta superioridade cultural e racial. 
Organizada em cinco blocos, e calcada sobre o modelo de O Livro Negro do Comunismo, esta obra abrange o período das grandes navegações até os dias atuais. O livro reporta a discussão do extermínio das civilizações pré-colombianas, da destruição dos índios da América do Norte (genocídio dos indígenas dos Estados Unidos) e dos aborígenes australianos. Analisa a escravidão e o tráfico. A maior parte de suas quase mil páginas é dedicada ao exame detalhado da dominação colonialista na América, Ásia e África: a implantação de monoculturas para exportação, as lutas de resistência na Índia e no Vietnã, o colonialismo japonês moderno na Ásia Oriental, a colonização árabe em Zanzibar, as principais revoltas na África Negra, o apartheid, a conquista da Argélia e a descolonização da África francesa. Segue-se um estudo sobre os estatutos da mulher nativa nos países colonizados. Por fim, apresenta reflexões sobre o anticolonialismo, o postulado da superioridade branca, a imagem do negro na arte europeia e a representação do colonialismo no cinema.
Entre as lacunas, a Guerra do Ópio, a colonização dos Bálcãs pelos turcos, o massacre das populações de Timor-Leste pela Indonésia, os procedimentos colonialistas por Israel em relação às populações não judaicas e a luta dos independentistas. 